# Espòrades

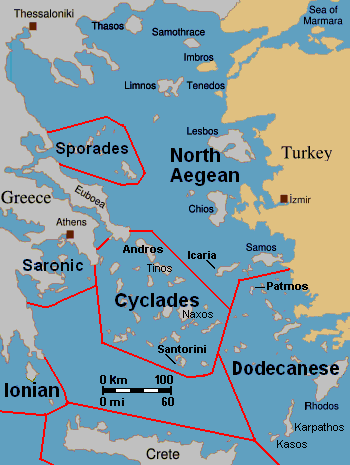
Alguns Arxipèlags grecs, mostrant les Espòrades al nord-oest de la mar Egea

Les Espòrades (en grec antic Σποράδες) és un grup d'illes de la mar Egea i la mar de Creta. El seu nom vol dir 'disperses' perquè estaven disperses entre diversos mars en contraposició a les Cíclades, agrupades a l'entorn de Delos.
Es divideixen en:
- Espòrades Septentrionals
- Espòrades Meridionals.[1]